# Катастрофа MD-82 в Детройті
Катастрофа MD-82 в Детройті — велика авіаційна катастрофа, що сталася в неділю 16 серпня 1987 року в передмісті Ромулусі (Метро Детройт, Мічиган, США). Пасажирський авіалайнер McDonnell Douglas MD-82 американської авіакомпанії Northwest Airlines виконував внутрішній рейс NW255 за маршрутом Саніно — Детройт — Фінікс — Санта-Ана, але відразу після зльоту з аеропорту Детройта літак не зміг набрати висоту, вдарився об ліхтарний стовп і перекинувся наліво, рухнув на автодорогу і прослизнувши по ній врізався у шляхопровід. У катастрофі загинули 156 людей — 154 особи на борту літака (148 пасажирів і 6 членів екіпажу) і 2 особи на землі; ще 5 осіб отримали поранення — 4 людини на землі і єдина людина, що вижила на борту, — 4-річна Сесилія Сичан (англ. Cecelia Cichan).
Катастрофа рейсу 255 за кількістю загиблих стоїть на четвертому місці в хронології катастроф літаків сімейства MD-80 (після катастроф у Лагосі, під Мачикесом та на Корсиці) і на момент подій була другою найбільшою авіакатастрофою в історії США (перша — катастрофа DC-10 у Чикаго, 273 загиблих); на 2022 рік — сьома у цій хронології. Також це найбільша авіакатастрофа, у якій вижила лише 1 особа на борту.